# Браславські озера
Брасла́вські озе́ра (біл. Браслаўскія азёры) — група озер на півночі Білорусі в районі міста Браслав Вітебської області неподалік білорусько-латвійського кордону.

## Озера
- Дрив'яти
- Снуди
- Струсто
- Цно
- Поцех
- Недрава
- Неспіш
- Войса
- Волосо Північне
- Волосо Південне
- Бужа
- Береже
- Давблі
- Погоща